# شريف منير
شريف منير (14 مايو 1959 -)، ممثل مصري. ولد ونشأ بمدينة المنصورة وتخرج من قسم التمثيل بالمعهد العالي للفنون المسرحية، وكانت بدايته في مسلسل رحلة المليون.

## حياته
بدأ حياته الفنية في عام 1983 كعازف على آلة الدرامز، ثم نصحه الشاعر الراحل صلاح جاهين بدراسة التمثيل عندما شاهده مع ابنه وبالفعل التحق بالمعهد العالي للفنون المسرحية في قسم التمثيل، وتخرج منه عام 1986 ولكنه بدأ التمثيل عام 1984 حيث قدم رحلة المليون. ثم قدم بعدها العديد من الأعمال الناجحة التي وضعته في مصاف النجوم وقد راعى في اختياره الجودة وإضافة الجديد ومنها «الزواج على طريقتى» و«اللص الذي أحبه» و«ليالى الحلمية» و«غاضبون وغاضبات» أمام الفنان صلاح ذو الفقار، كما قدم العديد من الأعمال المسرحية المميزة منها «حزمنى يا» و«كده أوكيه»، ثم عمل كمذيع برامج، ومؤخرا اتجه إلى الإنتاج.

## أعماله الفنية

### أفلام
| السنة | اسم العمل         |
| ----- | ----------------- |
| 2024  | مين يصدق؟         |
| 2024  | السِّرب             |
| 2024  | ليه تعيشها لوحدك  |
| 2020  | يوم 13            |
| 2019  | الممر             |
| 2016  | من 30 سنة         |
| 2009  | ولاد العم         |
| 2007  | نقطة رجوع         |
| 2007  | التوربيني         |
| 2007  | الشياطين          |
| 2006  | قص ولصق           |
| 2005  | ويجا              |
| 2004  | عريس من جهة أمنية |
| 2003  | سهر الليالي       |
| 2001  | اللبيس            |
| 2000  | شورت وفانله وكاب  |
| 1998  | هستيريا           |
| 1991  | الكيت كات         |
| 1987  | أبناء وقتله       |
| 1987  | ضربة معلم         |
| 1986  | عودة مواطن        |
| 1985  | بصمات فوق الماء   |
| 1985  | الطوفان           |
| 1984  | بيت القاصرات      |
| 1983  | الاحتياط واجب     |
| 1983  | عالم وعالمة       |

### مسلسلات
- الزيبق.
- بكيزة وزغلول.
- المال والبنون - الجزء الأول.
- على باب الوزير.
- رحلة المليون.
- ذئاب الجبل.
- ليالي الحلمية - الجزء الثاني والثالث والرابع.
- اللص الذي أحبه.
- مذكرات شوشو.
- غاضبون وغاضبات.
- الزواج على طريقتي.
- قلب ميت.
- بره الدنيا.
- قصص الحيوان في القرآن.
- قصص الإنسان في القرآن.
- يوم عسل ويوم بصل.
- الصفعة.
- الفجالة.
- ألف ليلة وليلة.
- ونحب تانى ليه.
- أجازة مفتوحة
- إيجار قديم
- عائلة صالح
- بقينا اتنين

### مسرحيات
- حزمني يا.
- كده أوكيه.
- ألابندا.
- رد قرضي.

### برامج تلفزيونية
- برنامج دارك (ضيف)[4]

## وصلات خارجية
- شريف منير على موقع IMDb (الإنجليزية)
- شريف منير على موقع قاعدة بيانات الأفلام العربية
- شريف منير على موقع أول موفي (الإنجليزية)
- شريف منير على موقع قاعدة بيانات الفيلم (الإنجليزية)
- شريف منير على موقع كينوبويسك (الروسية)